# Parelectra homochroa
Parelectra homochroa là một loài bướm đêm trong họ Noctuidae.